# National Football League 2024
La stagione NFL 2024 è stata la 105ª stagione sportiva della National Football League, la massima lega professionistica statunitense di football americano. La stagione è iniziata il 5 settembre 2024 e si è conclusa con il Super Bowl LIX, disputatosi il 9 febbraio 2025 al Caesars Superdome di New Orleans, Louisiana. Ad aggiudicarsi il loro secondo Super Bowl sono stati i Philadelphia Eagles, battendo con un punteggio di 40-22 i Kansas City Chiefs, campioni in carica.

## Transazioni di mercato

### Free agency
La free agency iniziò il 13 marzo 2024.
Tra i giocatori degni di nota ad avere cambiato maglia vi furono:
- Quarterback: Jacoby Brissett (da Washington a New England), Kirk Cousins (da Minnesota ad Atlanta), Joe Flacco (da Cleveland a Indianapolis), Drew Lock (da Seattle ai New York Giants), Gardner Minshew (da Indianapolis a Las Vegas) e Russell Wilson (da Denver a Pittsburgh).
- Running back: Saquon Barkley (dai New York Giants a Philadelphia), Gus Edwards (da Baltimore ai Los Angeles Chargers), Austin Ekeler (dai Los Angeles Chargers a Washington), Ezekiel Elliott (da New England a Dallas), Antonio Gibson (da Washington a New England), Derrick Henry (da Tennessee a Baltimore), Josh Jacobs (da Las Vegas a Green Bay), Zack Moss (da Indianapolis a Cincinnati), Tony Pollard (da Dallas a Tennessee), Devin Singletary (da Houston ai New York Giants), Aaron Jones (da Green Bay a Minnesota) e D'Andre Swift (da Philadelphia a Chicago)
- Wide receiver: Odell Beckham Jr. (da Baltimore a Miami), Marquise Brown (da Arizona a Kansas City), Gabe Davis (da Buffalo a Jacksonville), Darnell Mooney (da Chicago a Atlanta), Calvin Ridley (da Jacksonville a Tennessee) e Mike Williams (dai Los Angeles Chargers ai New York Jets)
- Tight end: Harrison Bryant (da Cleveland a Las Vegas), Zach Ertz (da Detroit a Washington), Gerald Everett (dai Los Angeles Chargers a Chicago), Mike Gesicki (da New England a Cincinnati), Austin Hooper (da Las Vegas a New England), Hayden Hurst (da Carolina ai Los Angeles Chargers) e Jonnu Smith (da Atlanta a Miami)
- Offensive linemen: Trent Brown (da New England a Cincinnati), Lloyd Cushenberry (da Denver a Tennessee), Robert Hunt (da Miami a Carolina), Jonah Jackson (da Detroit ai Los Angeles Rams), Damien Lewis (da Seattle a Carolina), Mitch Morse (da Buffalo a Jacksonville), John Simpson (da Baltimore ai New York Jets), Tyron Smith (da Dallas ai New York Jets), Jonah Williams (da Cincinnati a Arizona) e Kevin Zeitler (da Baltimore a Detroit)
- Defensive linemen: Arik Armstead (da San Francisco a Jacksonville), Calais Campbell (da Atlanta a Miami), Danielle Hunter (da Minnesota a Houston), Sheldon Rankins (da Houston a Cincinnati), D.J. Reader (da Cincinnati a Detroit), Christian Wilkins (da Miami a Las Vegas) e Chase Young (da San Francisco a New Orleans)
- Linebacker: Jadeveon Clowney (da Baltimore a Carolina), Jonathan Greenard (da Houston a Minnesota), Bryce Huff (dai New York Jets a Philadelphia), Eric Kendricks (dai Los Angeles Chargers a Dallas), Frankie Luvu (da Carolina a Washington), Patrick Queen (da Baltimore a Pittsburgh) e Bobby Wagner (da Seattle a Washington)
- Defensive back: Jamal Adams (da Seattle a Tennessee), Chidobe Awuzie (da Cincinnati a Houston), Kevin Byard (da Philadelphia a Chicago), Kamren Curl (da Washington ai Los Angeles Rams), Quandre Diggs (da Seattle a Tennessee), Kendall Fuller (da Washington a Miami), C.J. Gardner-Johnson (da Detroit a Philadelphia), Stephon Gilmore (da Dallas a Minnesota), Marcus Maye (da New Orleans a Miami), Xavier McKinney (dai New York Giants a Green Bay), Jordan Poyer (da Buffalo a Miami), Justin Simmons (da Denver ad Atlanta), Geno Stone (da Baltimore a Cincinnati) e Tre'Davious White (da Buffalo ai Los Angeles Rams)
- Kicker: Brandon McManus (da Jacksonville a Washington)
- Punter: Cameron Johnston (da Houston a Pittsburgh) e Tommy Townsend (da Kansas City a Houston)

### Scambi
- 13 marzo: i New England Patriots scambiarono il QB Mac Jones con Jacksonville per una scelta del sesto giro del Draft 2024.[3]
- 13 marzo: i Cincinnati Bengals scambiarono il RB Joe Mixon con Houston per una scelta del settimo giro del Draft 2024.[4]
- 13 marzo: i Carolina Panthers scambiarono il LB Brian Burns e una scelta del quinto giro del Draft 2024 con i New York Giants per una scelta del secondo e quinto giro del Draft 2024 e una possibile scelta del quinto giro del Draft 2025.[5]
- 13 marzo: i Pittsburgh Steelers scambiarono il WR Diontae Johnson e una scelta del settimo giro del Draft 2024 con Carolina per il CB Donte Jackson e una scelta del sesto giro del Draft 2024.[6]
- 13 marzo: i Tampa Bay Buccaneers scambiarono il CB Carlton Davis, una scelta del sesto giro del Draft 2024 e una scelta del sesto giro del Draft 2025 con Detroit per una scelta del terzo giro del Draft 2024.[7]
- 13 marzo: i Baltimore Ravens scambiarono l'OT Morgan Moses e una scelta del quarto giro del Draft 2024 con i New York Jets per una scelta del quarto e sesto giro del Draft 2024.[8]
- 14 marzo: i Los Angeles Chargers scambiarono il WR Keenan Allen con Chicago per una scelta del quarto giro del Draft 2024.[9]
- 14 marzo: i Washington Commanders scambiarono il QB Sam Howell, una scelta del quarto e sesto giro del Draft 2024 con Seattle per una scelta del terzo e quinto giro del Draft 2024.[10]
- 14 marzo: gli Atlanta Falcons scambiarono il QB Desmond Ridder con Arizona per il WR Rondale Moore.[11]
- 15 marzo: i Pittsburgh Steelers scambiarono il QB Kenny Pickett e una scelta del quarto giro del Draft 2024 con Philadelphia per una scelta del terzo giro del Draft 2024 e due scelte del settimo giro del Draft 2025.[12]
- 16 marzo: i Chicago Bears scambiarono il QB Justin Fields con Pittsburgh per una possibile scelta del sesto giro del Draft 2025.[13]
- 22 marzo: i Kansas City Chiefs scambiarono il CB L'Jarius Sneed e una scelta del settimo giro del Draft 2024 con Tennessee per una scelta del settimo giro del Draft 2024 e una scelta del terzo giro del Draft 2025.[14]
- 29 marzo: i Philadelphia Eagles scambiarono il LB Haason Reddick con i New York Jets per una possibile scelta del terzo giro del Draft 2026.[15]
- 3 aprile: i Buffalo Bills scambiarono il WR Stefon Diggs, una scelta del sesto giro del Draft 2024 e una scelta del quinto giro del Draft 2025 con Houston per una scelta del secondo giro del Draft 2025.[16]
- 9 agosto: i Minnesota Vikings scambiarono il CB Andrew Booth Jr. con Dallas per il CB Nahshon Wright.[17]
- 14 agosto: i New England Patriots scambiarono il LB Matthew Judon con Atlanta per una scelta del terzo giro del Draft 2025.[18]
- 22 agosto: i Washington Commanders scambiarono il WR Jahan Dotson e una scelta del quinto giro del Draft 2025 con Philadelphia per una scelta del terzo giro e due scelte del settimo giro del Draft 2025.[19]
- 22 agosto: i Carolina Panthers scambiarono il LB Michael Barrett con Seattle per il CB Mike Jackson.[20]
- 15 ottobre: i Las Vegas Raiders scambiarono il WR Davante Adams con i New York Jets per una possibile scelta del terzo giro del Draft 2025.[21]
- 15 ottobre: i Cleveland Browns scambiarono il WR Amari Cooper e una scelta del sesto giro del Draft 2025 con Buffalo per una scelta del terzo giro del Draft 2025 e una scelta del settimo giro del Draft 2026.[22]
- 24 ottobre: i Tennessee Titans scambiarono il WR DeAndre Hopkins con Kansas City per una possibile scelta del quinto giro del Draft 2025.[23]
- 29 ottobre: i Carolina Panthers scambiarono il WR Diontae Johnson e una scelta del sesto giro del Draft 2025 con Baltimore per una scelta del quinto giro del Draft 2025.[24]
- 5 novembre: i Los Angeles Rams scambiarono il CB Tre'Davious White e una scelta del settimo giro del Draft 2027 con Baltimore per una scelta del settimo giro del Draft 2026.[25]
- 5 novembre: i New Orleans Saints scambiarono il CB Marshon Lattimore e una scelta del quinto giro del Draft 2025 con Washington per una scelta del terzo, del quarto e del sesto giro del Draft 2025.[26]
- 5 novembre: i Cleveland Browns scambiarono il LB Za'Darius Smith e una scelta del sesto giro del Draft 2026 con Detroit per una scelta del quinto giro del Draft 2025 e una scelta del sesto giro del Draft 2026.[27]

### Ritiri

#### Ritiri degni di nota
- DT Fletcher Cox - sei volte Pro Bowler, quattro volte All-Pro (una first-team, tre second-team) e vincitore del Super Bowl LII. Giocò per Philadelphia nel corso di dodici anni di carriera.[28]
- DT Aaron Donald - dieci volte Pro Bowler, otto volte first-team All-Pro, tre volte giocatore difensivo dell'anno (2017, 2018, 2020), rookie difensivo dell'anno 2017 e vincitore del Super Bowl LVI. Giocò per i St. Louis/Los Angeles Rams nel corso di dieci anni di carriera.[29]
- QB Nick Foles – una volta Pro Bowler, vincitore ed MVP del Super Bowl LII. Giocò per Philadelphia, i St. Louis Rams, Kansas City, Jacksonville, Chicago e Indianapolis nel corso di undici anni di carriera.[30]
- CB Chris Harris Jr. - quattro volte Pro Bowler, tre volte All-Pro (una first-team e due second-team) e vincitore del Super Bowl 50. Giocò per Denver, i Los Angeles Chargers e New Orleans nel corso di dodici anni di carriera.[31]
- C Jason Kelce - sette volte Pro Bowler, sei volte first-team All-Pro e vincitore del Super Bowl LII. Giocò per Philadelphia nel corso di tredici anni di carriera.[32]
- QB Matt Ryan – quattro volte Pro Bowler, una volta first-team All-Pro, rookie offensivo dell'anno 2008, giocatore offensivo dell'anno e MVP della NFL 2016. Giocò per Atlanta e Indianapolis nel corso di quindici anni di carriera.[33]
- WR Matthew Slater - dieci volte Pro Bowler, otto volte All-Pro (cinque first-team, tre second-team), tre volte vincitore del Super Bowl (XLIX, LI e LIII). Giocò per New England nel corso di sedici anni di carriera.[34]

#### Altri ritiri
- Jahleel Addae[35]
- Antony Auclair[36]
- Tavon Austin[37]
- Shaquil Barrett[38]
- David Blough[39]
- Teddy Bridgewater[40]
- Michael Brockers[41]
- Rex Burkhead[42]
- Malcolm Butler[43]
- Randall Cobb[44]
- Tarik Cohen[45]
- Corey Coleman[46]
- Gareon Conley[47]
- Pharoh Cooper[48]
- Mike Davis[49]
- Kenyan Drake[50]
- Jordan Evans[51]
- James Ferentz[52]
- Michael Gallup[53]
- Markus Golden[54]
- Jeffrey Gunter[55]
- Damien Harris[56]
- Rashard Higgins[57]
- James Hurst[58]
- Ryan Jensen[59]
- David Johnson[60]
- Duke Johnson[61]
- Christian Kirksey[62]
- A.J. Klein[63]
- Sean Mannion[64]
- Colt McCoy[65]
- Justin Murray[66]
- Steven Nelson[67]
- Romeo Okwara[68]
- DeVante Parker[69]
- Rashaad Penny[70]
- Billy Price[71]
- Jalen Richard[72]
- Jon Ryan[73]
- Logan Ryan[74]
- Damion Square[35]
- Carson Strong[75]
- Leighton Vander Esch[76]
- Tyler Vrabel[77]
- Darren Waller[78]
- Derek Watt[79]
- Rachad Wildgoose[80]
- Chase Winovich[81]

### Draft

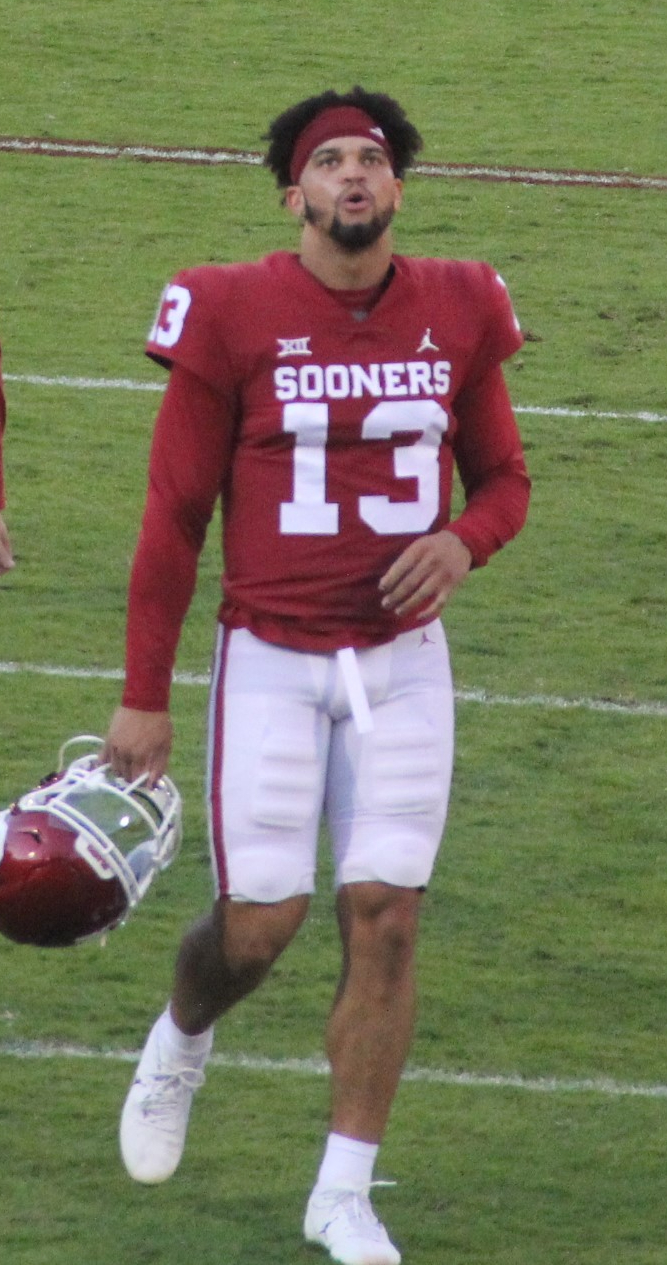
La prima scelta assoluta Caleb Williams, vincitore dell'Heisman Trophy 2022

Il Draft NFL 2024 si tenne a Detroit dal 25 al 27 aprile 2024. La prima scelta assoluta era in possesso dei Chicago Bears, che la ottennero l'anno precedente tramite uno scambio con i Carolina Panthers, e selezionarono il quarterback da USC Caleb Williams.

## Stagione regolare
La stagione regolare è iniziata il 5 settembre 2024 con l'incontro tra i Kansas City Chiefs, vincitori del Super Bowl LVIII, e i Baltimore Ravens. Gli accoppiamenti intraconference e interconference sono stati i seguenti:
Intraconference
- AFC East vs. AFC South
- AFC North vs. AFC West
- NFC East vs. NFC South
- NFC North vs. NFC West

Interconference
- AFC East vs. NFC West
- AFC North vs. NFC East
- AFC South vs. NFC North
- AFC West vs. NFC South

Gara supplementare Interconference
- AFC East vs. NFC North
- AFC North vs. NFC South
- AFC South vs. NFC East
- AFC West vs. NFC West

### Risultati stagione regolare
- La qualificazione ai play-off è indicata in verde (tra parentesi è indicato il seed).

| AFC East             |    |    |   |     |     |     |
| Squadra              | V  | S  | P | PCT | PF  | PS  |
| (2) Buffalo Bills    | 13 | 4  | 0 | 765 | 525 | 368 |
| Miami Dolphins       | 8  | 9  | 0 | 471 | 345 | 364 |
| New York Jets        | 5  | 12 | 0 | 294 | 338 | 404 |
| New England Patriots | 4  | 13 | 0 | 235 | 289 | 417 |

| NFC East                  |    |    |   |     |     |     |
| Squadra                   | V  | S  | P | PCT | PF  | PS  |
| (2) Philadelphia Eagles   | 14 | 3  | 0 | 824 | 463 | 303 |
| (6) Washington Commanders | 12 | 5  | 0 | 706 | 485 | 391 |
| Dallas Cowboys            | 7  | 10 | 0 | 412 | 350 | 468 |
| New York Giants           | 3  | 14 | 0 | 176 | 273 | 415 |

| AFC North               |    |    |   |     |     |     |
| Squadra                 | V  | S  | P | PCT | PF  | PS  |
| (3) Baltimore Ravens    | 12 | 5  | 0 | 706 | 518 | 361 |
| (6) Pittsburgh Steelers | 10 | 7  | 0 | 588 | 380 | 347 |
| Cincinnati Bengals      | 9  | 8  | 0 | 529 | 472 | 434 |
| Cleveland Browns        | 3  | 14 | 0 | 176 | 258 | 435 |

| NFC North             |    |    |   |     |     |     |
| Squadra               | V  | S  | P | PCT | PF  | PS  |
| (1) Detroit Lions     | 15 | 2  | 0 | 882 | 564 | 342 |
| (5) Minnesota Vikings | 14 | 3  | 0 | 824 | 432 | 332 |
| (7) Green Bay Packers | 11 | 6  | 0 | 647 | 460 | 338 |
| Chicago Bears         | 5  | 12 | 0 | 294 | 310 | 370 |

| AFC South            |    |    |   |     |     |     |
| Squadra              | V  | S  | P | PCT | PF  | PS  |
| (4) Houston Texans   | 10 | 7  | 0 | 588 | 372 | 377 |
| Indianapolis Colts   | 8  | 9  | 0 | 471 | 377 | 427 |
| Jacksonville Jaguars | 4  | 13 | 0 | 235 | 320 | 435 |
| Tennessee Titans     | 3  | 14 | 0 | 176 | 311 | 460 |

| NFC South                |    |    |   |     |     |     |
| Squadra                  | V  | S  | P | PCT | PF  | PS  |
| (3) Tampa Bay Buccaneers | 10 | 7  | 0 | 588 | 502 | 385 |
| Atlanta Falcons          | 8  | 9  | 0 | 471 | 389 | 423 |
| Carolina Panthers        | 5  | 12 | 0 | 294 | 341 | 534 |
| New Orleans Saints       | 5  | 12 | 0 | 294 | 338 | 398 |

| AFC West                 |    |    |   |     |     |     |
| Squadra                  | V  | S  | P | PCT | PF  | PS  |
| (1) Kansas City Chiefs   | 15 | 2  | 0 | 882 | 385 | 326 |
| (5) Los Angeles Chargers | 11 | 6  | 0 | 647 | 402 | 301 |
| (7) Denver Broncos       | 10 | 7  | 0 | 588 | 425 | 311 |
| Las Vegas Raiders        | 4  | 13 | 0 | 235 | 309 | 434 |

| NFC West             |    |    |   |     |     |     |
| Squadra              | V  | S  | P | PCT | PF  | PS  |
| (4) Los Angeles Rams | 10 | 7  | 0 | 588 | 367 | 386 |
| Seattle Seahawks     | 10 | 7  | 0 | 588 | 375 | 368 |
| Arizona Cardinals    | 8  | 9  | 0 | 471 | 400 | 379 |
| San Francisco 49ers  | 6  | 11 | 0 | 353 | 389 | 436 |

spareggi
1. ↑  I Patriots hanno finito davanti ai Raiders in base al maggior coefficiente di difficoltà degli avversari sconfitti (.471 contro .353).
2. ↑  Gli Steelers hanno ottenuto il seed 6 sui Broncos in base alla vittoria nello scontro diretto.
3. ↑  I Browns hanno finito davanti ai Titans in base al maggior coefficiente di difficoltà degli avversari sconfitti (.510 contro .431).
4. ↑  I Bears hanno finito davanti ai Panthers in base alla vittoria nello scontro diretto.
5. ↑  I Colts hanno finito davanti ai Dolphins in base alla vittoria nello scontro diretto.
6. ↑  I Jaguars hanno finito davanti ai Patriots e ai Raiders in base al miglior record di vittorie di conference (4-8 contro 3-9).
7. ↑  I Buccaneers hanno ottenuto il seed 3 sui Rams in base al miglior record di vittorie di conference (8-4 contro 6-6).
8. ↑  I Falcons hanno finito davanti ai Cardinals in base al miglior record di vittorie di conference (7-5 contro 4-8).
9. ↑  I Panthers hanno finito davanti ai Saints in base al maggior coefficiente di difficoltà degli avversari sconfitti (.329 contro .306).
10. ↑  I Rams hanno ottenuto il seed 4 sui Seahawks in base al maggior coefficiente di difficoltà degli avversari sconfitti (.444 contro .424).

## Play-off
I play-off sono incominciati l'11, 12 e 13 gennaio 2025 con il Wild Card Round. Si sono quindi disputati i Divisional Playoff il 18 e il 19 gennaio e i Conference Championship il 26 gennaio. Il Super Bowl LIX si è disputato il 9 febbraio 2025 al Caesars Superdome di New Orleans, Louisiana.

### Seeding
| Seed | American Football Conference            | National Football Conference               |
| ---- | --------------------------------------- | ------------------------------------------ |
| 1    | Kansas City Chiefs (vincitori AFC West) | Detroit Lions (vincitori NFC North)        |
| 2    | Buffalo Bills (vincitori AFC East)      | Philadelphia Eagles (vincitori NFC East)   |
| 3    | Baltimore Ravens (vincitori AFC North)  | Tampa Bay Buccaneers (vincitori NFC South) |
| 4    | Houston Texans (vincitori AFC South)    | Los Angeles Rams (vincitori NFC West)      |
| 5    | Los Angeles Chargers (Wild Card)        | Minnesota Vikings (Wild Card)              |
| 6    | Pittsburgh Steelers (Wild Card)         | Washington Commanders (Wild Card)          |
| 7    | Denver Broncos (Wild Card)              | Green Bay Packers (Wild Card)              |

### Incontri
| Wild Card Game | Wild Card Game                       | Wild Card Game                       | Wild Card Game                       |                                |                               | Divisional Play-off                  | Divisional Play-off                  | Divisional Play-off                  |             |    | Conference Championship | Conference Championship | Conference Championship |  |  | Super Bowl LIX | Super Bowl LIX | Super Bowl LIX | Super Bowl LIX | Super Bowl LIX |
|                |                                      |                                      |                                      |                                |                               |                                      |                                      |                                      |             |    |                         |                         |                         |  |  |                |                |                |                |                |
|                |                                      |                                      |                                      |                                |                               |                                      |                                      |                                      |             |    |                         |                         |                         |  |  |                |                |                |                |                |
|                | 13 gennaio - State Farm Stadium      | 13 gennaio - State Farm Stadium      | 13 gennaio - State Farm Stadium      |                                |                               | 19 gennaio - Lincoln Financial Field | 19 gennaio - Lincoln Financial Field | 19 gennaio - Lincoln Financial Field |             |    |                         |                         |                         |  |  |                |                |                |                |                |
|                | 5                                    | Minnesota                            | 9                                    |                                |                               | 19 gennaio - Lincoln Financial Field | 19 gennaio - Lincoln Financial Field | 19 gennaio - Lincoln Financial Field |             |    |                         |                         |                         |  |  |                |                |                |                |                |
|                | 5                                    | Minnesota                            | 9                                    |                                |                               | 19 gennaio - Lincoln Financial Field | 19 gennaio - Lincoln Financial Field | 19 gennaio - Lincoln Financial Field |             |    |                         |                         |                         |  |  |                |                |                |                |                |
|                | 4                                    | LA Rams                              | 27                                   |                                |                               | 19 gennaio - Lincoln Financial Field | 19 gennaio - Lincoln Financial Field | 19 gennaio - Lincoln Financial Field |             |    |                         |                         |                         |  |  |                |                |                |                |                |
|                | 4                                    | LA Rams                              | 27                                   | 4                              | LA Rams                       | 22                                   |                                      |                                      |             |    |                         |                         |                         |  |  |                |                |                |                |                |
|                |                                      |                                      |                                      | 4                              | LA Rams                       | 22                                   | 26 gennaio - Lincoln Financial Field |                                      |             |    |                         |                         |                         |  |  |                |                |                |                |                |
|                | 12 gennaio - Lincoln Financial Field | 12 gennaio - Lincoln Financial Field | 12 gennaio - Lincoln Financial Field |                                | 2                             | Philadelphia                         | 28                                   |                                      |             |    |                         |                         |                         |  |  |                |                |                |                |                |
|                | 12 gennaio - Lincoln Financial Field | 12 gennaio - Lincoln Financial Field | 12 gennaio - Lincoln Financial Field |                                | 2                             | Philadelphia                         | 28                                   |                                      |             |    |                         |                         |                         |  |  |                |                |                |                |                |
|                | 12 gennaio - Lincoln Financial Field | 12 gennaio - Lincoln Financial Field | 12 gennaio - Lincoln Financial Field |                                |                               |                                      |                                      |                                      |             |    |                         |                         |                         |  |  |                |                |                |                |                |
|                | 7                                    | Green Bay                            | 10                                   | 6                              | Washington                    | 23                                   |                                      |                                      |             |    |                         |                         |                         |  |  |                |                |                |                |                |
|                | 7                                    | Green Bay                            | 10                                   | 6                              | Washington                    | 23                                   | 18 gennaio - Ford Field              |                                      |             |    |                         |                         |                         |  |  |                |                |                |                |                |
|                | 2                                    | Philadelphia                         | 22                                   |                                |                               | 2                                    | Philadelphia                         | 55                                   |             |    |                         |                         |                         |  |  |                |                |                |                |                |
|                | 2                                    | Philadelphia                         | 22                                   |                                |                               | 2                                    | Philadelphia                         | 55                                   |             |    |                         |                         |                         |  |  |                |                |                |                |                |
|                |                                      |                                      |                                      |                                |                               |                                      |                                      |                                      |             |    |                         |                         |                         |  |  |                |                |                |                |                |
|                | 12 gennaio - Raymond James Stadium   | 12 gennaio - Raymond James Stadium   | 12 gennaio - Raymond James Stadium   | 6                              | Washington                    | 45                                   |                                      |                                      |             |    |                         |                         |                         |  |  |                |                |                |                |                |
|                | 12 gennaio - Raymond James Stadium   | 12 gennaio - Raymond James Stadium   | 12 gennaio - Raymond James Stadium   | 6                              | Washington                    | 45                                   |                                      |                                      |             |    |                         |                         |                         |  |  |                |                |                |                |                |
|                | 12 gennaio - Raymond James Stadium   | 12 gennaio - Raymond James Stadium   | 12 gennaio - Raymond James Stadium   | 1                              | Detroit                       | 31                                   |                                      |                                      |             |    |                         |                         |                         |  |  |                |                |                |                |                |
|                | 6                                    | Washington                           | 23                                   | 1                              | Detroit                       | 31                                   |                                      |                                      |             |    |                         |                         |                         |  |  |                |                |                |                |                |
|                | 6                                    | Washington                           | 23                                   | 9 febbraio - Caesars Superdome |                               |                                      |                                      |                                      |             |    |                         |                         |                         |  |  |                |                |                |                |                |
|                | 3                                    | Tampa Bay                            | 20                                   |                                |                               |                                      |                                      |                                      |             |    |                         |                         |                         |  |  |                |                |                |                |                |
|                | 3                                    | Tampa Bay                            | 20                                   |                                |                               |                                      |                                      |                                      |             |    |                         |                         |                         |  |  |                |                |                |                |                |
|                |                                      |                                      |                                      |                                |                               |                                      |                                      |                                      |             |    |                         |                         |                         |  |  |                |                |                |                |                |
|                | N2                                   | Philadelphia                         | 40                                   |                                |                               |                                      |                                      |                                      |             |    |                         |                         |                         |  |  |                |                |                |                |                |
|                | N2                                   | Philadelphia                         | 40                                   |                                |                               |                                      |                                      |                                      |             |    |                         |                         |                         |  |  |                |                |                |                |                |
|                | 11 gennaio - M&T Bank Stadium        | 11 gennaio - M&T Bank Stadium        | 11 gennaio - M&T Bank Stadium        | 19 gennaio - Highmark Stadium  | 19 gennaio - Highmark Stadium | 19 gennaio - Highmark Stadium        |                                      | A1                                   | Kansas City | 22 |                         |                         |                         |  |  |                |                |                |                |                |
|                | 11 gennaio - M&T Bank Stadium        | 11 gennaio - M&T Bank Stadium        | 11 gennaio - M&T Bank Stadium        | 19 gennaio - Highmark Stadium  | 19 gennaio - Highmark Stadium | 19 gennaio - Highmark Stadium        |                                      | A1                                   | Kansas City | 22 |                         |                         |                         |  |  |                |                |                |                |                |
|                | 11 gennaio - M&T Bank Stadium        | 11 gennaio - M&T Bank Stadium        | 11 gennaio - M&T Bank Stadium        | 19 gennaio - Highmark Stadium  | 19 gennaio - Highmark Stadium | 19 gennaio - Highmark Stadium        |                                      |                                      |             |    |                         |                         |                         |  |  |                |                |                |                |                |
|                | 6                                    | Pittsburgh                           | 14                                   | 19 gennaio - Highmark Stadium  | 19 gennaio - Highmark Stadium | 19 gennaio - Highmark Stadium        |                                      |                                      |             |    |                         |                         |                         |  |  |                |                |                |                |                |
|                | 6                                    | Pittsburgh                           | 14                                   | 19 gennaio - Highmark Stadium  | 19 gennaio - Highmark Stadium | 19 gennaio - Highmark Stadium        |                                      |                                      |             |    |                         |                         |                         |  |  |                |                |                |                |                |
|                | 3                                    | Baltimore                            | 28                                   | 19 gennaio - Highmark Stadium  | 19 gennaio - Highmark Stadium | 19 gennaio - Highmark Stadium        |                                      |                                      |             |    |                         |                         |                         |  |  |                |                |                |                |                |
|                | 3                                    | Baltimore                            | 28                                   | 3                              | Baltimore                     | 25                                   |                                      |                                      |             |    |                         |                         |                         |  |  |                |                |                |                |                |
|                |                                      |                                      |                                      | 3                              | Baltimore                     | 25                                   | 26 gennaio - Arrowhead Stadium       |                                      |             |    |                         |                         |                         |  |  |                |                |                |                |                |
|                | 12 gennaio - Highmark Stadium        | 12 gennaio - Highmark Stadium        | 12 gennaio - Highmark Stadium        |                                | 2                             | Buffalo                              | 27                                   |                                      |             |    |                         |                         |                         |  |  |                |                |                |                |                |
|                | 12 gennaio - Highmark Stadium        | 12 gennaio - Highmark Stadium        | 12 gennaio - Highmark Stadium        |                                | 2                             | Buffalo                              | 27                                   |                                      |             |    |                         |                         |                         |  |  |                |                |                |                |                |
|                | 12 gennaio - Highmark Stadium        | 12 gennaio - Highmark Stadium        | 12 gennaio - Highmark Stadium        |                                |                               |                                      |                                      |                                      |             |    |                         |                         |                         |  |  |                |                |                |                |                |
|                | 7                                    | Denver                               | 7                                    | 2                              | Buffalo                       | 29                                   |                                      |                                      |             |    |                         |                         |                         |  |  |                |                |                |                |                |
|                | 7                                    | Denver                               | 7                                    | 2                              | Buffalo                       | 29                                   | 18 gennaio - Arrowhead Stadium       |                                      |             |    |                         |                         |                         |  |  |                |                |                |                |                |
|                | 2                                    | Buffalo                              | 31                                   |                                |                               | 1                                    | Kansas City                          | 32                                   |             |    |                         |                         |                         |  |  |                |                |                |                |                |
|                | 2                                    | Buffalo                              | 31                                   |                                |                               | 1                                    | Kansas City                          | 32                                   |             |    |                         |                         |                         |  |  |                |                |                |                |                |
|                |                                      |                                      |                                      |                                |                               |                                      |                                      |                                      |             |    |                         |                         |                         |  |  |                |                |                |                |                |
|                | 11 gennaio - NRG Stadium             | 11 gennaio - NRG Stadium             | 11 gennaio - NRG Stadium             | 4                              | Houston                       | 14                                   |                                      |                                      |             |    |                         |                         |                         |  |  |                |                |                |                |                |
|                | 11 gennaio - NRG Stadium             | 11 gennaio - NRG Stadium             | 11 gennaio - NRG Stadium             | 4                              | Houston                       | 14                                   |                                      |                                      |             |    |                         |                         |                         |  |  |                |                |                |                |                |
|                | 11 gennaio - NRG Stadium             | 11 gennaio - NRG Stadium             | 11 gennaio - NRG Stadium             | 1                              | Kansas City                   | 23                                   |                                      |                                      |             |    |                         |                         |                         |  |  |                |                |                |                |                |
|                | 5                                    | LA Chargers                          | 12                                   | 1                              | Kansas City                   | 23                                   |                                      |                                      |             |    |                         |                         |                         |  |  |                |                |                |                |                |
|                | 5                                    | LA Chargers                          | 12                                   |                                |                               |                                      |                                      |                                      |             |    |                         |                         |                         |  |  |                |                |                |                |                |
|                | 4                                    | Houston                              | 32                                   |                                |                               |                                      |                                      |                                      |             |    |                         |                         |                         |  |  |                |                |                |                |                |
|                | 4                                    | Houston                              | 32                                   |                                |                               |                                      |                                      |                                      |             |    |                         |                         |                         |  |  |                |                |                |                |                |

### Vincitore
| Vincitori del Super Bowl LIX Philadelphia Eagles 5º titolo (2º Super Bowl) |

## Cambi di allenatore

### Prima dell'inizio della stagione
| Squadra               | Allenatore 2023 | Allenatore a interim | Allenatore 2024 | Ragione             |
| --------------------- | --------------- | -------------------- | --------------- | ------------------- |
| Atlanta Falcons       | Arthur Smith    | Arthur Smith         | Raheem Morris   | Licenziamento       |
| Carolina Panthers     | Frank Reich     | Chris Tabor          | Dave Canales    | Licenziamento       |
| Las Vegas Raiders     | Josh McDaniels  | Antonio Pierce       | Antonio Pierce  | Licenziamento       |
| Los Angeles Chargers  | Brandon Staley  | Giff Smith           | Jim Harbaugh    | Licenziamento       |
| New England Patriots  | Bill Belichick  | Bill Belichick       | Jerod Mayo      | Accordo consensuale |
| Seattle Seahawks      | Pete Carroll    | Pete Carroll         | Mike Macdonald  | Riassegnazione      |
| Tennessee Titans      | Mike Vrabel     | Mike Vrabel          | Brian Callahan  | Licenziamento       |
| Washington Commanders | Ron Rivera      | Ron Rivera           | Dan Quinn       | Licenziamento       |

### Durante la stagione
| Squadra            | Allenatore    | Ragione       | Sostituto ad interim |
| ------------------ | ------------- | ------------- | -------------------- |
| Chicago Bears      | Matt Eberflus | Licenziamento | Thomas Brown         |
| New Orleans Saints | Dennis Allen  | Licenziamento | Darren Rizzi         |
| New York Jets      | Robert Saleh  | Licenziamento | Jeff Ulbrich         |

## Record e traguardi
Settimana 1
- Josh Allen eguagliò il record di Steve Young per il maggior numero di gare con più touchdown passati e su corsa, con quattro.[106]
- Ryan Rehkow stabilì il record per la media di yard su punt in una gara, con 64,5. Il precedente primato di 63,6 yard era detenuto da A.J. Cole.[107]
- Lamar Jackson superò Russell Wilson diventando il terzo quarterback con il maggior numero di yard su corsa, con 5 380 yard, dietro a Michael Vick (6 107) e Cam Newton (5 631).[108]

Settimana 2
- Braelon Allen eguagliò il record di Arnie Herber di giocatore più giovane a segnare un touchdown, all'età di 20 anni e 239 giorni.[109]
- Allen stabilì anche il record di giocatore più giovane a segnare più touchdown in una singola gara.[110]
- Justin Jefferson eguagliò il record di Randy Moss per il maggior numero di gare con almeno 100 yard su ricezione nelle prime cinque stagioni in carriera, con 30.[110]
- Brock Bowers stabilì il record per il maggior numero di ricezioni e di yard su ricezione nelle prime due gare in carriera per un rookie tight end, rispettivamente con 15 e 156.[111][112]
- Il trio Caleb Williams, Jayden Daniels e Bo Nix stabilì il record per il maggior numero di passaggi tentati da rookie quarterback senza un passaggio da touchdown all'inizio di una stagione, con 196.[113]
- I Green Bay Packers divennero la prima squadra a vincere 800 partite.[114]

Settimana 3
- Aaron Rodgers divenne il sesto quarterback a raggiungere le 150 vittorie da titolare.[115]
- Malik Nabers divenne il wide receiver più giovane a segnare più touchdown in una partita, all'età di 21 anni e 56 giorni, migliorando il precedente record di Mike Evans di 21 anni e 73 giorni.[116]
- Nabers divenne anche il primo giocatore con almeno 20 ricezioni, 250 yard ricevute e tre touchdown nelle sue prime tre gare in carriera.[116]
- Patrick Mahomes stabilì il record per il maggior numero di vittorie nelle prime 100 gare da titolare per un quarterback, con 77. Il precedente primato di 76 vittorie era detenuto da Tom Brady e Roger Staubach.[116]
- Jayden Daniels stabilì il record per la più alta percentuale di passaggi completati da un rookie quarterback in una gara (minimo 20 passaggi tentati), con il 91%.[117]
- La partita tra Washington e Cincinnati è stata la prima senza palloni persi e punt dal 1940.[118]

Settimana 4
- Matthew Stafford raggiunse il 10º posto per yard passate in carriera, superando Eli Manning.[119]
- Bobby Wagner raggiunse il 4º posto per tackle in carriera, superando Zach Thomas.[120]
- Malik Nabers divenne il terzo giocatore nell'era del Super Bowl ad avere almeno 30 ricezioni nelle sue prime quattro gare in carriera, eguagliando Puka Nacua e Anquan Boldin.[121]
- Josh Jacobs stabilì il record per il maggior numero di ricezioni senza segnare un touchdown su ricezione, con 203. Il precedente primato di 201 ricezioni era detenuto da Gerald Riggs.[122]
- Sam Darnold divenne il primo quarterback nell'era del Super Bowl a vincere con meno di due touchdown passati ognuna delle sue prime quattro gare in carriera.[123]
- Bo Nix divenne il primo quarterback nell'era del Super Bowl a vincere una gara con una media di yard per passaggio inferiore a 2,5 (minimo 25 passaggi tentati).[123]
- Jayden Daniels stabilì il record per la più alta percentuale di passaggi completati complessivamente in quattro gare consecutive, con 82,1% (minimo 100 passaggi tentati). Il precedente primato di 81,8% era detenuto da Peyton Manning.[124]
- Daniels divenne anche il primo giocatore ad avere almeno l'85% di passaggi completati in gare consecutive (minimo 20 passaggi per gara).[124]
- Daniels eguagliò anche il record di Lamar Jackson per il maggior numero di gare consecutive con almeno il 70% di passaggi completati e 35 yard su corsa, con quattro.[123]
- Derrick Henry eguagliò il record di Adrian Peterson e Chris Johnson per il maggior numero di touchdown su corsa da oltre 70 yard, con sette.[124]
- Jared Goff stabilí il record per il maggior numero di passaggi completati in una gara senza incompleti, con 18. Il precedente primato di 10 passaggi era detenuto da Kurt Warner.[125]
- Goff stabilí anche il record del maggior numero di yard passate in una gara senza incompleti, con 292. Il precedente primato di 179 era detenuto da Frank Filchock.[125]

Settimana 5
- Aaron Rodgers divenne il sesto quarterback con 60.000 yard passate.[126]
- Jayden Daniels divenne il primo rookie con almeno 1 000 yard passate e 250 yard corse nelle sue prime cinque gare in carriera.[127]
- T.J. Watt eguagliò suo fratello J.J. Watt diventando così la prima coppia di giocatori fratelli ad avere almeno 100 sack ognuno.[128]
- Maxx Crosby divenne il quarto giocatore ad avere almeno un sack in dieci partite consecutive contro lo stesso avversario, ossia i Denver Broncos.[129]
- Xavier McKinney divenne il primo giocatore dal 1970 ad intercettare almeno un passaggio in ognuna delle sue prime cinque partite con una squadra.[129]
- I Washington Commanders divennero la prima squadra dalla fusione del 1970 a segnare almeno 150 punti nelle loro prime cinque gare di una stagione con un rookie quarterback come titolare.[129]

Settimana 6
- Deebo Samuel divenne il primo ricevitore con almeno 20 touchdown su ricezione e 20 su corsa.[130]
- Lamar Jackson superò Cam Newton diventando il secondo quarterback con il maggior numero di yard su corsa, con 5 661 yard, dietro a Michael Vick (6 109 yard).[131]
- Derrick Henry divenne il quarto giocatore dal 1950 con almeno 20 partite con 100 o più yard corse e segnando più touchdown, raggiungendo Jim Brown, LaDainian Tomlinson e Emmitt Smith.[132]
- Drake Maye divenne il primo quarterback dal 1950 ad avere almeno tre touchdown passati ed essere primo nella sua squadra per yard corse nella sua prima gara da titolare.[132]

Settimana 7
- Brock Bowers stabilí il record per il maggior numero di ricezioni nelle prime sette gare in carriera per un rookie tight end, con 47. Il precedente primato di 42 ricezioni era detenuto da Keith Jackson.[133]

Settimana 8
- Matthew Stafford raggiunse il 9º posto per yard passate in carriera, superando Dan Marino.[134]
- Patrick Mahomes divenne il giocatore più veloce a raggiungere le 30 000 yard passate in carriera, con 103 partite. Il precedente primato di 109 partite era detenuto da Stafford.[135]

Settimana 9
- Derek Carr divenne il primo quarterback a perdere, giocando come titolare, contro 31 diverse squadre della NFL.[136]
- Derrick Henry divenne il decimo giocatore a raggiungere i 100 touchdown su corsa.[137]
- Henry divenne anche il terzo giocatore con almeno dieci touchdown su corsa in sette stagioni di fila, eguagliando Adrian Peterson e LaDainian Tomlinson.[138]
- Lamar Jackson pareggiò il record di altri quattro giocatori per il maggior numero di gare con un passer rating perfetto (minimo 15 passaggi tentati per gara), con quattro.[138]
- Jared Goff stabilì il record nell'era del Super Bowl per la più alta percentuale di completamento di passaggi in sei gare consecutive (minimo 100 passaggi tentati), con l'82,8%. Il precedente primato di 78,3% era detenuto da Peyton Manning.[138]
- Goff stabilì anche il record nell'era del Super Bowl per il più alto passer rating in sei gare di fila (minimo 100 passaggi tentati), con 140,1. Il precedente primato di 138,1 era detenuto da Brock Purdy.[138]
- Kamren Kinchens eguagliò il record di Pete Barnum per il più lungo touchdown di un rookie non in un'azione dello special team, con un ritorno da 103 yard.[138]

Settimana 10
- Ja'Marr Chase stabilì il record per il maggior numero di yard ricevute contro un singolo avversario in una stagione, con 457 contro Baltimore. Il precedente primato di 431 yard era detenuto da Art Powell contro gli Houston Oilers.[139]
- Chase divenne inoltre il primo giocatore ad avere più partite con almeno 250 yard e due touchdown su ricezione.[140]
- Justin Herbert stabilì il record per il maggior numero di passaggi completati nelle prime cinque stagioni in carriera, attualmente con 1 772. Il precedente primato di 1 759 passaggi completati era detenuto da Derek Carr.[141]
- Josh Allen stabilì il record per il maggior numero di partite con almeno 250 yard passate e 50 yard corse, con 14. Allen condivideva il precedente primato di 13 partite con Lamar Jackson, Cam Newton e Russell Wilson.[141]
- Jalen Hurts divenne il primo quarterback con 10 touchdown su corsa in quattro stagioni consecutive.[141]
- Hurts divenne anche il primo giocatore con un touchdown su passaggio, uno su corsa e un passer rating di almeno 100,0 (minimo 10 passaggi tentati a partita) in quattro partite consecutive.[141]

Settimana 11
- Brock Bowers stabilì il record per il maggior numero di ricezioni in una gara per un rookie tight end, con 13. Il precedente primato di 12 ricezioni era detenuto da Mark Bavaro.[142]
- Jared Goff divenne il primo giocatore con più gare in carriera con un passer rating perfetto e almeno 400 yard passate.[143]
- Bo Nix divenne il primo rookie della storia a completare l'80% dei suoi passaggi, passando almeno 300 yard e 4 touchdown.[144]

Settimana 12
- Ka'imi Fairbairn stabilì il record per il maggior numero di field goal da almeno 50 yard in una stagione, attualmente con 12. Fairbairn condivideva il precedente primato di 11 field goal con Daniel Carlson.[145]
- Maxx Crosby divenne il quarto giocatore con almeno 100 tackle con perdita di yard nelle sue prime sei stagioni, raggiungendo J.J. Watt, Aaron Donald e DeMarcus Ware.[146]
- Patrick Mahomes eguagliò il record di Russell Wilson per il maggior numero di partite con almeno tre passaggi da touchdown e nessun intercetto nelle sue prime otto stagioni, con 24.[147]

Settimana 13
- Josh Allen divenne il terzo giocatore dopo Jahmyr Gibbs e Allen Rice a segnare un touchdown su ricezione in una partita senza far registrare però una ricezione.[148]
- Bobby Wagner eguagliò il record di London Fletcher per il maggior numero di stagioni consecutive con almeno 100 tackle, con 13.[149]
- Trey McBride divenne il primo rookie tight end con almeno 12 ricezioni in due partite consecutive.[148]
- Jameis Winston divenne il primo giocatore nell'era del Super Bowl con almeno 400 yard passate, quattro touchdown e due intercetti in una gara.[150]
- Justin Herbert pareggiò il record di Tom Brady e Derek Carr per il maggior numero di gare consecutive senza intercetti, con 10 (minimo 15 passaggi tentati).[148]
- Herbert inoltre superò Jameis Winston diventando il secondo quarterback con il maggior numero di yard passate nelle sue prime cinque stagioni.[148]
- Jayden Daniels divenne il primo rookie con una percentuale di passaggi completati almeno dell'80,0%, tre touchdown passati e un touchdown su corsa in una gara.[148]
- Daniels divenne anche il primo rookie nell'era del Super Bowl con almeno tre gare con una percentuale di passaggi completati di almeno l'80,0% (minimo 20 passaggi tentati per gara).[148]
- Joe Burrow stabilì il record nell'era del Super Bowl per numero di sconfitte subite da un quarterback in una stagione lanciando almeno per 300 yard e tre touchdown, con cinque.[148]
- I Pittsburgh Steelers pareggiarono il primato dei Dallas Cowboys per numero di stagioni consecutive con un record vittorie-sconfitte di almeno il 50%, con 21.[151]
- I Cincinnati Bengals eguagliarono il record dei Kansas City Chiefs per il maggior numero di gare perse in una stagione avendo segnato almeno 30 punti, con quattro.[152]

Settimana 14
- Brock Bowers stabilì il record per il maggior numero di ricezioni in stagione per un rookie tight end, al momento con 87. Il precedente primato di 86 ricezioni era detenuto da Sam LaPorta.[153]
- Josh Allen divenne il primo giocatore con tre touchdown passati e tre touchdown segnati su corsa in una gara.[154]
- Allen stabilì anche il record per il maggior numero di partite con più passaggi da touchdown e più touchdown segnati su corsa, con cinque. Il precedente primato di quattro partite era detenuto da Steve Young.[155]
- Puka Nacua pareggiò il record di Randy Moss e Jerry Rice per il maggior numero di gare con almeno 150 yard guadagnate da un wide receiver nelle sue prime due stagioni, con cinque.[154]
- Justin Jefferson divenne il primo giocatore con 7 000 yard guadagnate su ricezione nelle sue prime cinque stagioni.[154]
- I Buffalo Bills divennero la prima squadra a perdere una partita segnando almeno sei touchdown e senza subire turnover.[154]

Settimana 15
- Lamar Jackson eguagliò Michael Vick diventando il secondo quarterback con almeno 6 000 yard guadagnate su corsa in carriera.[156]
- Jayden Daniels divenne il quinto giocatore e il primo rookie con una percentuale di passaggi completati di almeno l'80% in quattro gare in stagione (minimo 20 lanci tentati per gara).[156]
- Davante Adams divenne il 12° giocatore con almeno 100 touchdown su ricezione.[157]

Settimana 16
- Cameron Dicker stabilì il record per il più lungo calcio segnato dopo una fair catch, con 57 yard. Questo fu il settimo calcio di questo tipo segnato complessivamente e il primo dal 1976.[158]
- Brock Bowers divenne il primo rookie tight end con almeno 100 ricezioni in una stagione.[159]
- Bowers pareggiò anche il primato di Mike Ditka e Kyle Pitts diventando il terzo rookie tight end con almeno 1 000 yard ricevute in una stagione.[159]
- Jayden Daniels divenne il sesto rookie a lanciare cinque touchdown in una gara.[160]
- Daniels stabilì anche il record di maggior numero di vittorie del riconoscimento di rookie della settimana, con dieci. Il precedente primato di nove vittorie era condiviso da Ben Roethlisberger e Justin Herbert.[161]

Settimana 17
- Lamar Jackson stabilì il record per il maggior numero di yard corse in carriera da un quarterback, attualmente con 6 110. Il precedente primato di 6 109 yard era detenuto da Michael Vick.[162]
- Joe Burrow divenne il quarto quarterback con almeno 10 gare in una stagione con almeno 250 yard passate e tre touchdown passati.[163]
- Brock Bowers stabilì il record per il maggior numero di ricezioni in una stagione per un rookie, con 108. Il precedente primato di 105 ricezioni era detenuto da Puka Nacua.[164]
- Bowers stabilì anche il record per il maggior numero di yard ricevute da un tight end rookie, attualmente con 1 144. Il precedente primato di 1 076 yard era detenuto da Mike Ditka.[164]
- Saquon Barkley divenne il nono giocatore a raggiungere le 2.000 yard corse in stagione.[165]
- Jayden Daniels stabilì il record per il maggior numero di yard corse da un quarterback rookie, attualmente con 820. Il precedente primato di 815 yard corse era detenuto da Robert Griffin III.[166]
- Daniels divenne anche il primo quarterback con almeno 200 yard passate, due touchdown passati e 65 yard corse in tre gare consecutive.[167]
- Aaron Rodgers stabilì il record per il maggior numero di sack subiti da un quarterback in carriera, con 568. Il precedente primato di 565 era detenuto da Tom Brady.[168]
- Malik Nabers e Tyrone Tracy Jr. eguagliarono Reggie Bush e Marques Colston diventando la seconda coppia di rookie compagni di squadra ad avere entrambi almeno 1 000 yard guadagnate dalla linea di scrimmage in stagione.[168]
- I Buffalo Bills eguagliarono il record degli Atlanta Falcons del 2016 per il maggior numero di giocatori autori di un touchdown su ricezione, con 13.[169]

Settimana 18
- Mike Evans eguagliò Jerry Rice per il maggior numero di stagioni consecutive con almeno 1.000 yard ricevute, con 11.[170]
- Aaron Rodgers divenne il quinto giocatore con 500 touchdown passati in carriera.[171]
- Trey McBride stabilì il record per il maggior numero di ricezioni per un tight end nelle sue prime tre stagioni, con 221. Il precedente primato di 216 ricezioni era detenuto da George Kittle.[172]

## Leader della lega
| Categoria              | Giocatore                                               | N.         |
| Yard passate           | Joe Burrow (CIN)                                        | 4.918 yard |
| Touchdown passati      | Joe Burrow (CIN)                                        | 43         |
| Yard corse             | Saquon Barkley (PHI)                                    | 2.005 yard |
| Touchdown su corsa     | James Cook (BUF) Jahmyr Gibbs (DET) Derrick Henry (BAL) | 16         |
| Ricezioni              | Ja'Marr Chase (CIN)                                     | 127        |
| Yard ricevute          | Ja'Marr Chase (CIN)                                     | 1.708 yard |
| Touchdown su ricezione | Ja'Marr Chase (CIN)                                     | 17         |
| Tackle totali          | Zaire Franklin (IND)                                    | 173        |
| Sack                   | Trey Hendrickson (CIN)                                  | 17,5       |
| Intercetti             | Kerby Joseph (DET)                                      | 9          |
| Fumble forzati         | T.J. Watt (PIT)                                         | 6          |

Fonte:

## Premi

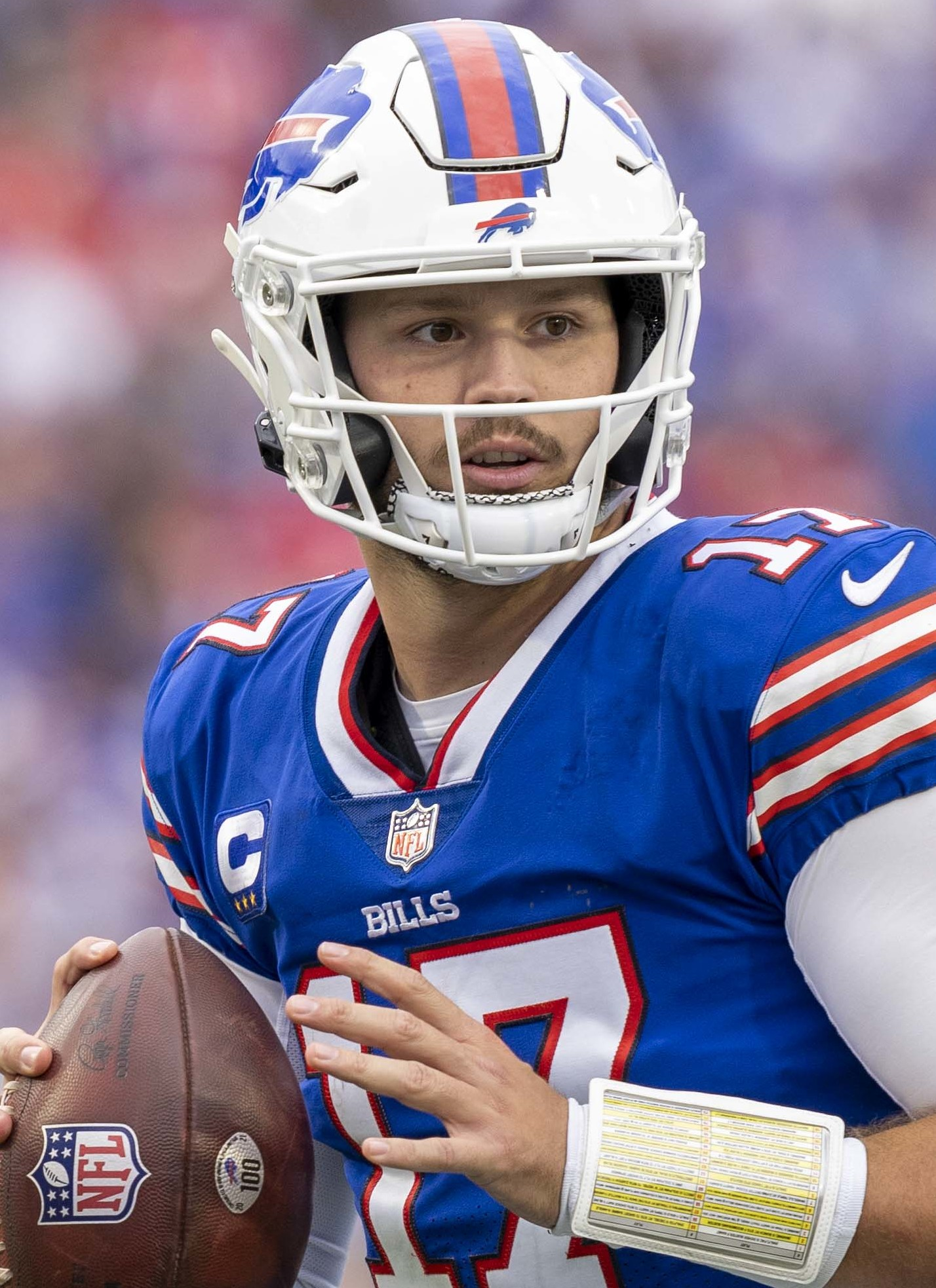
Nel 2024 Josh Allen è stato premiato come MVP della NFL per la prima volta in carriera.

### Premi stagionali
| Premio                            | Vincitore          | Ruolo           | Squadra               |
| --------------------------------- | ------------------ | --------------- | --------------------- |
| MVP della NFL                     | Josh Allen         | Quarterback     | Buffalo Bills         |
| Giocatore offensivo dell'anno     | Saquon Barkley     | Running back    | Philadelphia Eagles   |
| Difensore dell'anno               | Patrick Surtain II | Cornerback      | Denver Broncos        |
| Allenatore dell'anno              | Kevin O'Connell    | Allenatore      | Minnesota Vikings     |
| Rookie offensivo dell'anno        | Jayden Daniels     | Quarterback     | Washington Commanders |
| Rookie difensivo dell'anno        | Jared Verse        | Defensive end   | Los Angeles Rams      |
| Comeback Player of the Year       | Joe Burrow         | Quarterback     | Cincinnati Bengals    |
| Walter Payton NFL Man of the Year | Arik Armstead      | Defensive end   | Jacksonville Jaguars  |
| PFWA Dirigente dell'anno          | Brad Holmes        | General manager | Detroit Lions         |
| MVP del Super Bowl                | Jalen Hurts        | Quarterback     | Philadelphia Eagles   |

### All-Pro
I seguenti giocatori sono stati inseriti nel First-team All-Pro dall'Associated Press:
| Attacco          | Attacco                                                                          |
| ---------------- | -------------------------------------------------------------------------------- |
| Quarterback      | Lamar Jackson, Baltimore                                                         |
| Running back     | Saquon Barkley, Philadelphia                                                     |
| Fullback         | Patrick Ricard, Baltimore                                                        |
| Wide receiver    | Ja'Marr Chase, Cincinnati Justin Jefferson, Minnesota Amon-Ra St. Brown, Detroit |
| Tight end        | Brock Bowers, Las Vegas                                                          |
| Tackle sinistro  | Tristan Wirfs, Tampa Bay                                                         |
| Guardia sinistra | Joe Thuney, Kansas City                                                          |
| Centro           | Creed Humphrey, Kansas City                                                      |
| Guardia destra   | Quinn Meinerz, Denver                                                            |
| Tackle destro    | Penei Sewell, Detroit                                                            |

| Difesa           | Difesa                                                                            |
| ---------------- | --------------------------------------------------------------------------------- |
| Edge rusher      | Myles Garrett, Cleveland Trey Hendrickson, Cincinnati                             |
| Interior lineman | Cameron Heyward, Pittsburgh Chris Jones, Kansas City                              |
| Linebacker       | Zack Baun, Philadelphia Fred Warner, San Francisco Roquan Smith, Baltimore        |
| Cornerback       | Patrick Surtain II, Denver Derek Stingley Jr., Houston Marlon Humphrey, Baltimore |
| Safety           | Kerby Joseph, Detroit Xavier McKinney, Green Bay                                  |

| Placekicker    | Chris Boswell, Pittsburgh     |
| Punter         | Jack Fox, Detroit             |
| Kick returner  | KaVontae Turpin, Dallas       |
| Punt returner  | Marvin Mims, Denver           |
| Special teamer | Brenden Schooler, New England |
| Long snapper   | Andrew DePaola, Minnesota     |

### Premi settimanali e mensili
| Sett./ mese | Giocatore offensivo della sett./mese | Giocatore offensivo della sett./mese | Difensore della sett./mese              | Difensore della sett./mese             | Giocatore degli special team della sett./mese | Giocatore degli special team della sett./mese |
| Sett./ mese | AFC                                  | NFC                                  | AFC                                     | NFC                                    | AFC                                           | NFC                                           |
| ----------- | ------------------------------------ | ------------------------------------ | --------------------------------------- | -------------------------------------- | --------------------------------------------- | --------------------------------------------- |
| 1           | Joe Mixon RB (Houston)               | Saquon Barkley RB (Philadelphia)     | Gregory Rousseau DE (Buffalo)           | Tyrique Stevenson CB (Chicago)         | Chris Boswell K (Pittsburgh)                  | Jake Moody K (San Francisco)                  |
| 2           | James Cook RB (Buffalo)              | Alvin Kamara RB (New Orleans)        | Maxx Crosby DE (Las Vegas)              | Jessie Bates III S (Atlanta)           | Kaʻimi Fairbairn K (Houston)                  | Austin Seibert K (Washington)                 |
| 3           | Josh Allen QB (Buffalo)              | Jayden Daniels QB Washington         | Jaylon Jones DB (Indianapolis)          | Jonathan Greenard LB (Minnesota)       | Wil Lutz K (Denver)                           | Jack Fox P (Detroit)                          |
| 4           | Derrick Henry RB (Baltimore)         | Jared Goff QB (Detroit)              | Chris Jones DT (Kansas City)            | Troy Andersen LB (Atlanta)             | Nick Folk K (Tennessee)                       | Tory Taylor P (Chicago)                       |
| Sett.       | Josh Allen QB (Buffalo)              | Sam Darnold QB (Minnesota)           | Kyle Van Noy LB (Baltimore)             | Aidan Hutchinson DE (Detroit)          | Chris Boswell K (Pittsburgh)                  | Brandon Aubrey K (Dallas)                     |
| 5           | Lamar Jackson QB (Baltimore)         | Kirk Cousins QB (Atlanta)            | Patrick Surtain II CB (Denver)          | Xavier McKinney S (Green Bay)          | Ka'imi Fairbairn K (Houston)                  | Isaiah Simmons LB (New York Giants)           |
| 6           | Derrick Henry RB (Baltimore)         | Sean Tucker RB (Tampa Bay)           | Will Anderson Jr. DE (Houston)          | Brian Branch S (Detroit)               | Rigoberto Sanchez P (Indianapolis)            | Cole Kmet TE (Chicago)                        |
| 7           | Lamar Jackson QB (Baltimore)         | Saquon Barkley RB (Philadelphia)     | Cody Barton LB (Denver)                 | Cobie Durant CB (Los Angeles Rams)     | Charlie Jones WR (Cincinnati)                 | Jake Bates K (Detroit)                        |
| 8           | Jameis Winston QB (Cleveland)        | Kirk Cousins QB (Atlanta)            | T.J. Watt LB (Pittsburgh)               | Edgerrin Cooper LB (Green Bay)         | Calvin Austin WR (Pittsburgh)                 | Kalif Raymond WR (Detroit)                    |
| Ott.        | Lamar Jackson QB (Baltimore)         | Jared Goff QB (Detroit)              | Will Anderson Jr. DE (Houston)          | Xavier McKinney S (Green Bay)          | Chris Boswell K (Pittsburgh)                  | Chad Ryland K (Arizona)                       |
| 9           | Garrett Wilson WR (New York Jets)    | Saquon Barkley RB (Philadelphia)     | Trey Hendrickson DE (Cincinnati)        | Kamren Kinchens S (Los Angeles Rams)   | Tyler Bass K (Buffalo)                        | Blake Gillikin P (Arizona)                    |
| 10          | Lamar Jackson QB (Baltimore)         | Kyler Murray QB (Arizona)            | Taron Johnson CB (Buffalo)              | Zack Baun LB (Philadelphia)            | Leo Chenal LB (Kansas City)                   | Jake Bates K (Detroit)                        |
| 11          | Bo Nix QB (Denver)                   | Taysom Hill TE (New Orleans)         | Terrel Bernard LB (Buffalo)             | Kamren Kinchens S (Los Angeles Rams)   | Chris Boswell K (Pittsburgh)                  | Karl Brooks DT (Green Bay)                    |
| 12          | Tua Tagovailoa QB (Miami)            | Saquon Barkley RB (Philadelphia)     | Myles Garrett DE (Cleveland)            | Coby Bryant S (Seattle)                | Wil Lutz K (Denver)                           | KaVontae Turpin WR (Dallas)                   |
| 13          | Josh Allen QB (Buffalo)              | Bucky Irving RB (Tampa Bay)          | Tarheeb Still CB (Los Angeles Chargers) | Leonard Williams DE (Seattle)          | Kene Nwangwu RB (New York Jets)               | Braden Mann P (Philadelphia)                  |
| Nov.        | Joe Burrow QB (Cincinnati)           | Saquon Barkley RB (Philadelphia)     | Patrick Surtain II CB (Denver)          | Jonathan Greenard LB (Minnesota)       | Jason Sanders K (Miami)                       | Jake Bates K (Detroit)                        |
| 14          | Ja'Marr Chase WR (Cincinnati)        | Sam Darnold QB (Minnesota)           | Zach Sieler DT (Miami)                  | Yetur Gross-Matos DL (San Francisco)   | Matthew Wright K (Kansas City)                | Bryan Bresee DT (New Orleans)                 |
| 15          | Josh Allen QB (Buffalo)              | Baker Mayfield QB (Tampa Bay)        | Derek Stingley Jr. CB (Houston)         | Edgerrin Cooper LB (Green Bay)         | Marvin Mims WR (Denver)                       | KhaDarel Hodge WR (Atlanta)                   |
| 16          | Jonathan Taylor RB (Indianapolis)    | Chuba Hubbard RB (Carolina)          | Isaiah Pola-Mao S (Las Vegas)           | Andrew Van Ginkel OLB (Minnesota)      | Jason Sanders K (Miami)                       | Brandon Aubrey K (Dallas)                     |
| 17          | Joe Burrow QB (Cincinnati)           | Baker Mayfield QB (Tampa Bay)        | Tyrel Dodson LB (Miami)                 | C.J. Gardner-Johnson CB (Philadelphia) | Cameron Dicker K (Los Angeles Chargers)       | Ihmir Smith-Marsette WR (New York Giants)     |
| 18          | Bo Nix QB (Denver)                   | Jahmyr Gibbs RB (Detroit)            | Trey Hendrickson DE (Cincinnati)        | YaYa Diaby LB (Tampa Bay)              | Cameron Dicker K (Los Angeles Chargers)       | Josh Blackwell DB (Chicago)                   |
| Dic/Gen.    | Joe Burrow QB (Cincinnati)           | Jahmyr Gibbs RB (Detroit)            | Derwin James S (Los Angeles Chargers)   | Leonard Williams DE (Seattle)          | Jason Sanders K (Miami)                       | Joshua Karty K (Los Angeles Rams)             |

| Mese     | Rookie del mese                    | Rookie del mese                    |
| Mese     | Offensivo                          | Difensivo                          |
| -------- | ---------------------------------- | ---------------------------------- |
| Sett.    | Jayden Daniels QB (Washington)     | Jared Verse LB (Los Angeles Rams)  |
| Ott.     | Bo Nix QB (Denver)                 | Beanie Bishop CB (Pittsburgh)      |
| Nov.     | Brock Bowers TE (Las Vegas)        | Braden Fiske DE (Los Angeles Rams) |
| Dic/Gen. | Brian Thomas Jr. WR (Jacksonville) | Edgerrin Cooper LB (Green Bay)     |